# 페이스북 질의어
페이스북 질의어(Facebook Query Language, FQL)은 SQL 스타일의 인터페이스를 사용하여 페이스북 사용자 데이터를 조회할 수 있게 하는 질의어이다. 페이스북 플랫폼 그래프 API를 사용해야 하는 필요성을 제거한다. FQL 쿼리에 의해 반환되는 데이터는 기본적으로 JSON 포맷을 사용한다.

## 역사
FQL은 2007년 2월 첫 공개되었다.
2016년 8월 7일부로 FQL은 더 이상 사용이 불가능하며 이에 따라 페이스북 API 2.0은 더 이상 사용할 수 없다. API 2.0 이후의 페이스북 API는 FQL을 지원하지 않는다.

## 예시
```
SELECT
 
status_id
,
message
,
time
,
source
 
FROM
 
`
status
`
 
WHERE
 
uid
 
=
 
me
()

```